# Heerdt

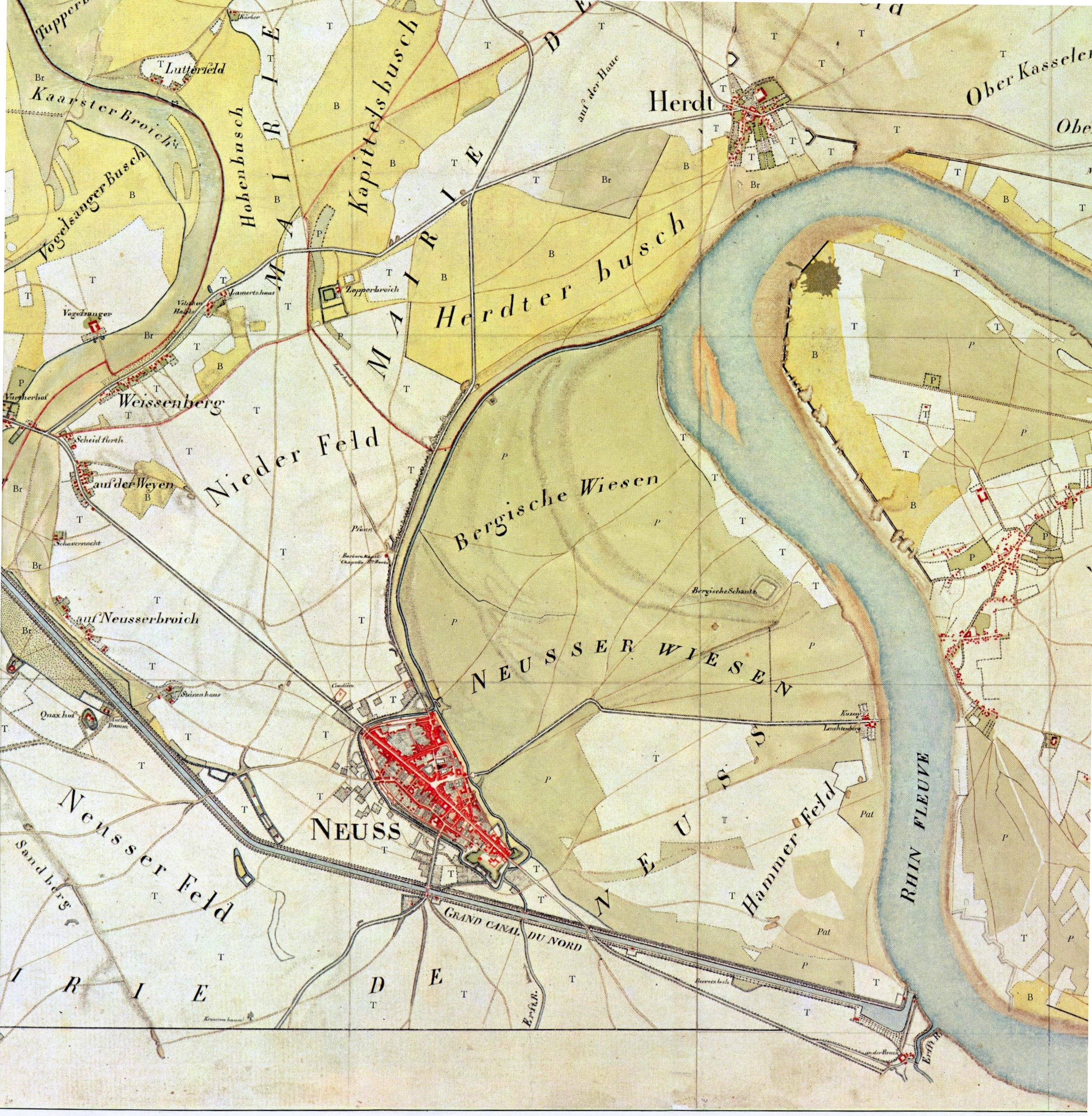
„Herdt“ auf Blatt 44 der Tranchot-Karte von 1805

Düsseldorf-Heerdt ist der westlichste Stadtteil Düsseldorfs und gehört zum Stadtbezirk 4. Die bereits im 11. Jahrhundert erstmals erwähnte Landgemeinde war lange Zeit eher zum linksrheinischen Umland orientiert als nach Düsseldorf.

## Beschreibung
Rund um den Nikolaus-Knopp-Platz, benannt nach dem ehemaligen Bürgermeister Nikolaus Knopp, bei der Kirche St. Benediktus, zeigt sich das alte Heerdt. Dort gibt es alle wichtigen Einkaufsmöglichkeiten für den täglichen Bedarf. Beliebte Spaziermeile ist das Heerdter Teilstück der Rheinallee, an der stattliche Villen stehen. Ansonsten gibt es noch viele eher schlichte Mehrfamilienkomplexe. Im Süden zur Stadtgrenze nach Neuss und seinem Hafengebiet ist Heerdt größtenteils noch industriell geprägt. Im Westen von Heerdt, am Handweiser, befindet sich der Betriebshof Heerdt der Rheinbahn. Im Norden erfährt Heerdt erheblichen Strukturwandel von Gewerbe zu Dienstleistung und Wohnen. Den Freizeitwert ergänzen Cinestar-Filmpalast, Albertussee und eine Bezirkssportanlage.
Den Stadtteil durchschneidet die wichtigste Ausfallstraße nach Westen, die Brüsseler Straße. Für Gesprächsstoff sorgt das 1986 gegründete Ökotop Heerdt als Versuch, auch in städtischem Umfeld naturverträglich zu leben. Dort werden regelmäßig naturkundliche Vorträge und Führungen angeboten.

## Wappen
Blasonierung: Das Wappen wird von einem durchgehenden schwarzen Kreuz gevierteilt, rechts oben in Blau zwei miteinander gekreuzte, mit ihren Bärten nach außen gewendete silberne (weiße) Schlüssel, links oben in Silber (Weiß) ein wachsender Heiliger (St. Benedikt) mit goldenem (gelbem) Heiligenschein und schwarzem Ornat, den goldenen (gelben) Krummstab sowie goldenen (gelben) Kelch in der Rechten, rechts unten silbern (weiß), links unten rot.
Bedeutung: Das schwarze Kreuz bezieht sich auf die frühere Zugehörigkeit Heerdts zum Kurfürstentum Köln. Die gekreuzten Schlüssel stehen für St. Peter, den Patron des Kurfürstentums. Der Heilige links oben ist St. Benedikt, Patron von Heerdt, mit Abtsstab.

## Geschichte
Das nördlich in der Nachbarschaft von Neuss liegende Gebiet von Heerdt war bereits vor der Römerzeit am Niederrhein besiedelt. Nach der Römerzeit entstand als Siedlungskern in der „Waldmark Herdt“ ein fränkischer Salhof, der zu Beginn des Hochmittelalters dem Patronat des Stiftes Quirin in Neuss unterstand. 1074 wurde vom Kölner Erzbischof Anno II. diese Zuständigkeit aufgeteilt. Das Stift Quirin erhielt den Salhof einschließlich Zubehör, während die Äbtissin vom adligen Damenstift Quirin für die umfangreiche Gemarkung mit dem Heerdter Busch als Waldgräfin zuständig war. Zu diesem Zeitpunkt war die Kirche des späteren Kirchspiels Heerdt noch nicht errichtet worden. Im Begleittext zu dieser Aufteilung wurde angeführt, dass die Kirche später im Gebiet des Salhofes errichtet wurde. In der Mark lagen neben der Dorfschaft Heerdt auch die kleineren Siedlungen Nieder- und Oberkassel. Eine ehemalige weitere Siedlung mit Namen „Neill“ war vor 1074 bereits vom Rhein überflutet und völlig zerstört worden.
Über die Anfänge für das Kirchspiel Heerdt fehlen bisher belastbare Unterlagen. Allerdings gehörte das Kirchspiel ab 1225 zur Grafschaft Kleve und wechselte 1392 zu Kurköln. In einer Urkunde von 1298 wurde die Herrlichkeit Hülchrath von Dietrich Luf von Kleve an Graf Dietrich VI. von Kleve verkauft. Im Text der Urkunde wurde neben Anderen das Kirchspiel „Herde“ (Heerdt) angeführt. Politisch gehörte dann das Gebiet ab Anfang des 14. Jahrhunderts bis 1801 zu Kurköln und im Mittelalter zur Grafschaft Hülchrath. Diese lehensabhängige Grafschaft wurde in zwei Schritten, und zwar 1314 und 1392 endgültig von den Kurkölnern erworben. Heerdt gehörte ab 1392 zum kurkölnischen Amte Linn. Vermutlich wurde ab 1542 für die Gebiete Heerdt und Büderich ein Untergericht gebildet. Dessen Urteile mussten aber vom Gericht Linn gesiegelt werden.
Die Pfarrei Heerdt, die St. Quirin unterstand, wird erstmals 1308 urkundlich angeführt, dürfte aber deutlich älter sein, da das Kirchspiel Heerdt bereits 1225 nachweisbar ist.
Zum Kirchspiel Heerdt gehörten auch die Weiler Ober- und Niederkassel wie auch Lörick. Entsprechend einem Kurkölner Mühlenbann mussten die Heerdter Bauern lange Zeit ihr Getreide in der Geismühle bei Linn mahlen lassen. Dies war unpraktisch, da die Mühle von Heerdt weit entfernt lag. Erst ab 1575 war dieser Mühlenbann aufgehoben, da gegen eine Gebühr von Kurköln die Erlaubnis erteilt wurde, eine eigene Windmühle zu errichten. Bereits 1586 wurde diese Mühle von Landsknechten aus Neuss niedergebrannt und erst Mitte des 17. Jahrhunderts wieder aufgebaut.
In der zweiten Hälfte des 16. Jahrhunderts, während der Religionswirren am Niederrhein, wurde das Heerdter Gebiet sowohl im Kölner Krieg wie auch zeitweise vom Achtzigjährigen Krieges stark in Mitleidenschaft gezogen, da das nahegelegene Neuss mehrfach belagert und erobert wurde. Hierdurch wurde auch das Gebiet von Heerdt mit Kriegsgräuel überzogen und die Zahl der Bewohner verminderte sich. Man vermutet, dass die Zahl der Bewohner von über 500 um 1550 auf etwa 350 um 1600 sank. Die Besitzverhältnisse im Großraum Heerdt waren, da ein adeliger Großgrundbesitzer fehlte, stark aufgesplittert. Bei einer Untersuchung der Besitzverhältnisse im Großraum Heerdt von 1599 ergaben sich: mindestens 30 % waren geistlicher Besitz, über 25 % gehörten Kölner, Neusser oder Düsseldorfer Bürgern und 15 % dem Adel. Somit waren weniger als 30 % im Besitz der örtlichen Bauern und Bürgern.
Besitzer des angeführten geistlichen Besitzes waren überwiegend sowohl das St.-Quirinus-Stift als auch der Klarissen-Konvent zu Neuss. In einer Urkunde von 1598 bestätigt beispielsweise der Klarissen-Konvent, dass eine Jahresrente zu Gunsten des Konvents auf den „Streithof“ zu Lurich im Kirchspiel Heerdt abgelöst wurde.
Ende des 18. Jahrhunderts ab 1794 war der gesamte linke Niederrhein und damit auch das Gebiet von Heerdt von den Franzosen besetzt. 1798 wurden die Landgemeinde Heerdt Bestandteil des Département de la Roer im Arrondissement de Crévelt und damit ab 1801 eine französische Mairie. Nach dem Zusammenbruch des Napoleonischen Kaiserreiches verließen die Franzosen Anfang 1814 den linken Niederrhein. Danach übernahmen zuerst provisorisch und ab 1815 endgültig die Preußen den Niederrhein. Aus der Mairie Heerdt wurde die Bürgermeisterei Heerdt, die 1816 Bestandteil des Kreises Neuß wurde. Die beiden benachbarten Bürgermeistereien Büderich und Heerdt hatten in der ersten Hälfte des 19. Jahrhunderts einen gemeinsamen Bürgermeister. Die Anzahl der Bewohner von Heerdt um 1832 betrug 1172 Personen, die bis auf 2 alle katholisch waren. Die Selbständigkeit der Bürgermeisterei Heerdt mit den zugehörigen Gemeinden Ober- und Niederkassel sowie Oberlörick endete am 1. April 1909, als sie auf Betreiben des letzten Heerdter Bürgermeisters Nikolaus Knopp von Düsseldorf eingemeindet wurde.
Historische Einwohnerzahlen
| Jahr | Bürger- meisterei Heerdt | Dorf Heerdt | Quelle |
| ---- | ------------------------ | ----------- | ------ |
| 1801 | 933                      | 331         | [ 15 ] |
| 1817 | 1.084                    | 359         | [ 16 ] |
| 1832 | 1.172                    | 420         | [ 17 ] |
| 1861 | 2.002                    | 644         | [ 16 ] |
| 1871 | 2.682                    | 925         | [ 18 ] |
| 1880 | 3.117                    |             | [ 16 ] |
| 1885 | 3.456                    | 1557        | [ 19 ] |
| 1895 | 4.396                    |             | [ 16 ] |
| 1900 | 6.043                    | 2.685       | [ 20 ] |
| 1907 | 11.712                   | 3.934       | [ 20 ] |

## Bildung in Heerdt
- Heinrich-Heine-Gemeinschaftsgrundschule

## Krankenhaus in Heerdt
Seit Januar 2017 betreibt die Schön Klinik das ehemalige Dominikus-Krankenhaus der katholischen Cherubine-Willimann-Stiftung Arenberg. Das Bettenhaus, das einzige linksrheinische Krankenhaus der Stadt, steht markant nahe der Heerdter Rheinfront in Sichtachse zur Düsseldorfer Altstadt. Die südöstlichen Krankenhausbereiche werden modernisiert. Die übrigen Gebäude wurden abgerissen und zusammen mit dem bisherigen Freigelände für Bebauung mit medizinischem Gewerbe, betreutem Wohnen und Mietwohnungsbau zur Verfügung gestellt. 
Ein neues Wohnhochhaus mit dem Namen „Rheinkilometer 740“ soll nach den Plänen des Berliner Architekten Jürgen Mayer H an der Pariser Straße entstehen.

## Sakralbauten in Heerdt
- Ev. Kirche Paul-Gerhardt-Haus, Ziegelsteinbau aus dem Jahre 1929, erbaut durch August Pramann, 2008/2009 durch den Architekten Andreas Brechtel umfassend umgebaut und erweitert. Ein Glaskubus als neues Eingangsportal verdeutlicht das Konzept der offenen Kirche und gibt den Blick bis zum Altarraum frei.
- Kath. Kirche St. Benediktus, neugotische Kirche, erbaut durch den Baumeister Heinrich Johann Freyse von 1844 bis 1847.
- Kath. Kirche St. Sakrament, ehemaliger Bunker, umgebaut zur Kirche im Jahre 1948 durch Willy Weyres und seit Ende 2015 St. Marien koptisch-orthodoxe Bunkerkirche.[24]

## Stadtentwicklung

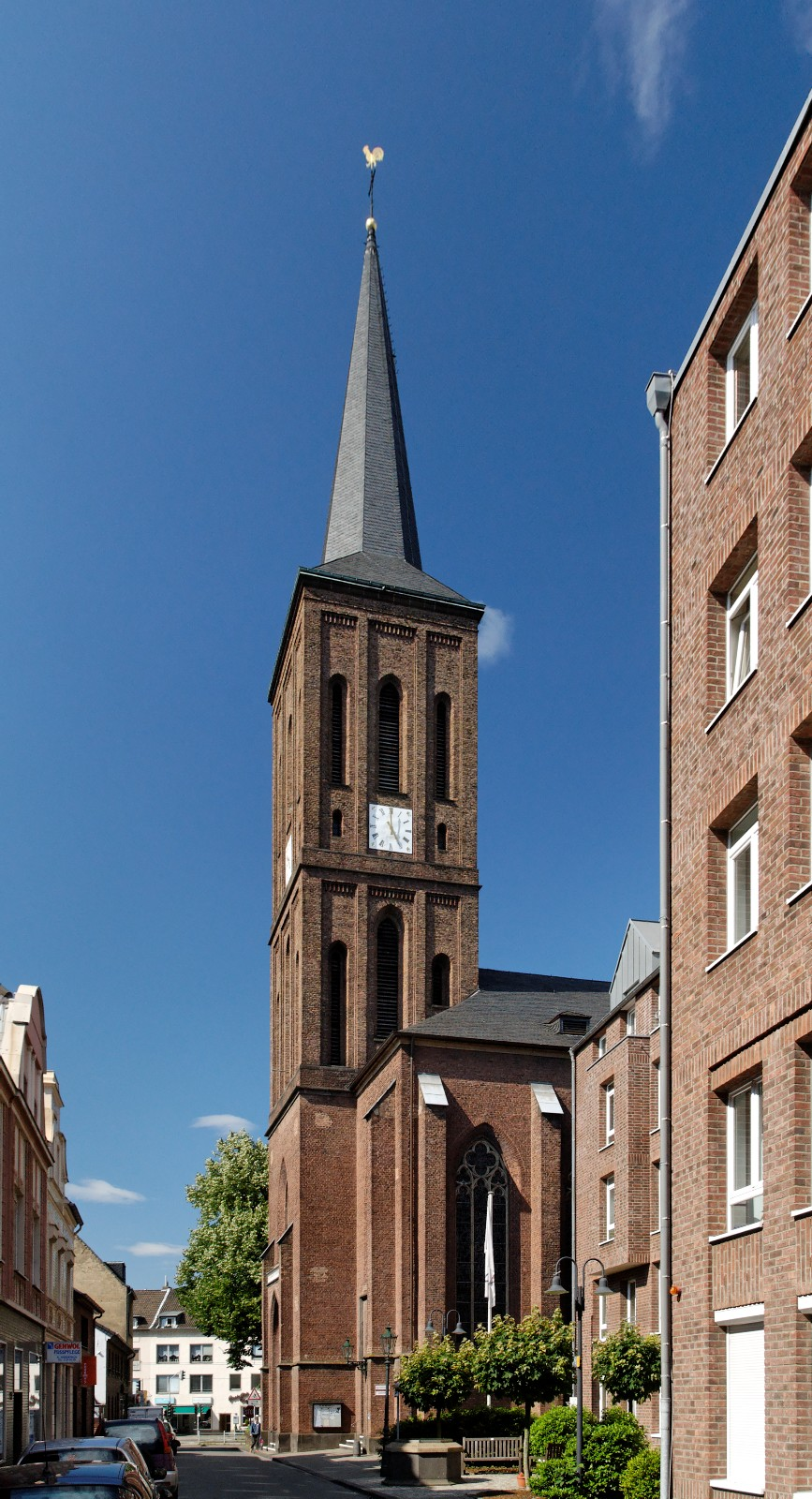
St. Benediktus
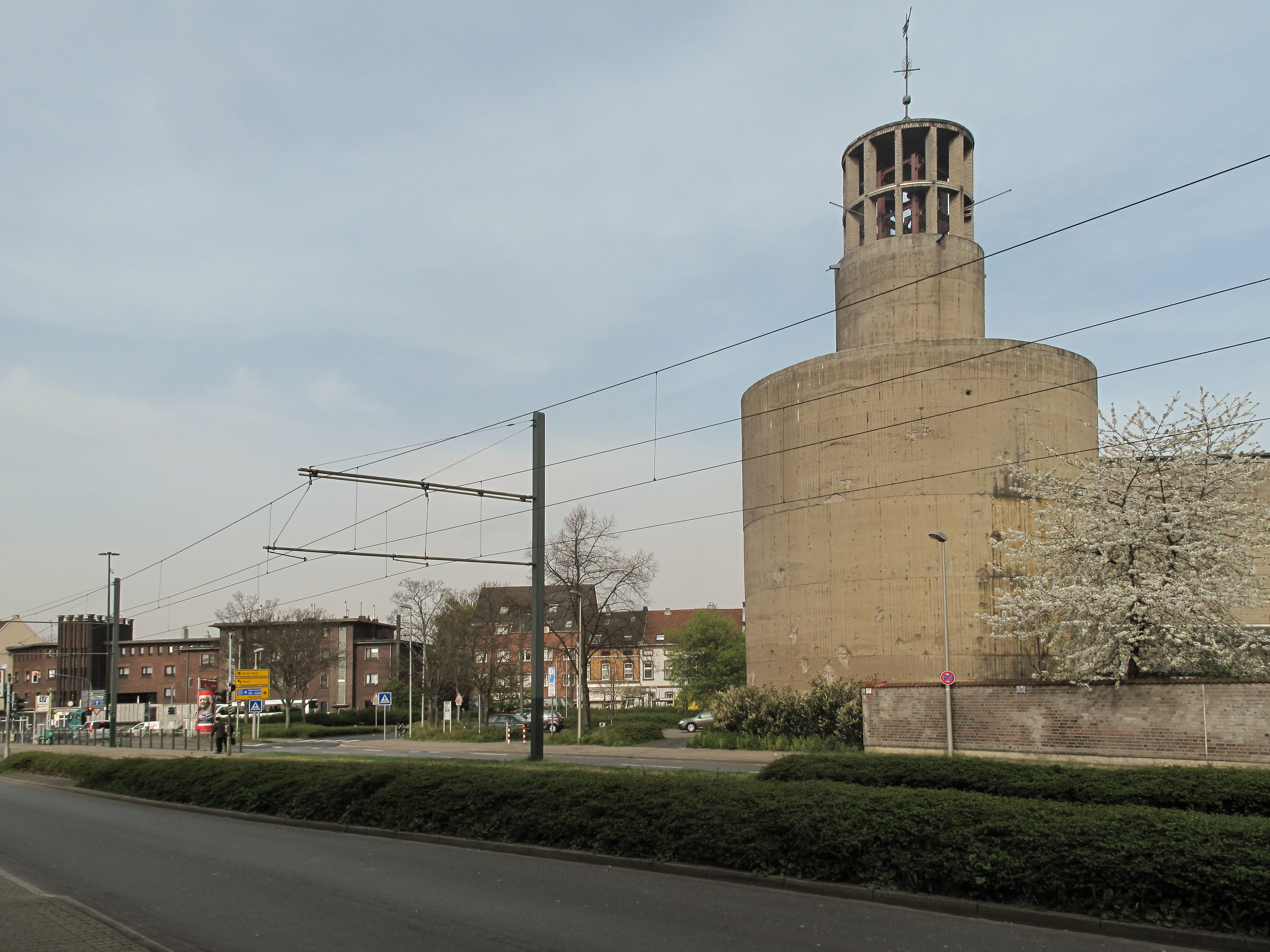
Bunkerkirche
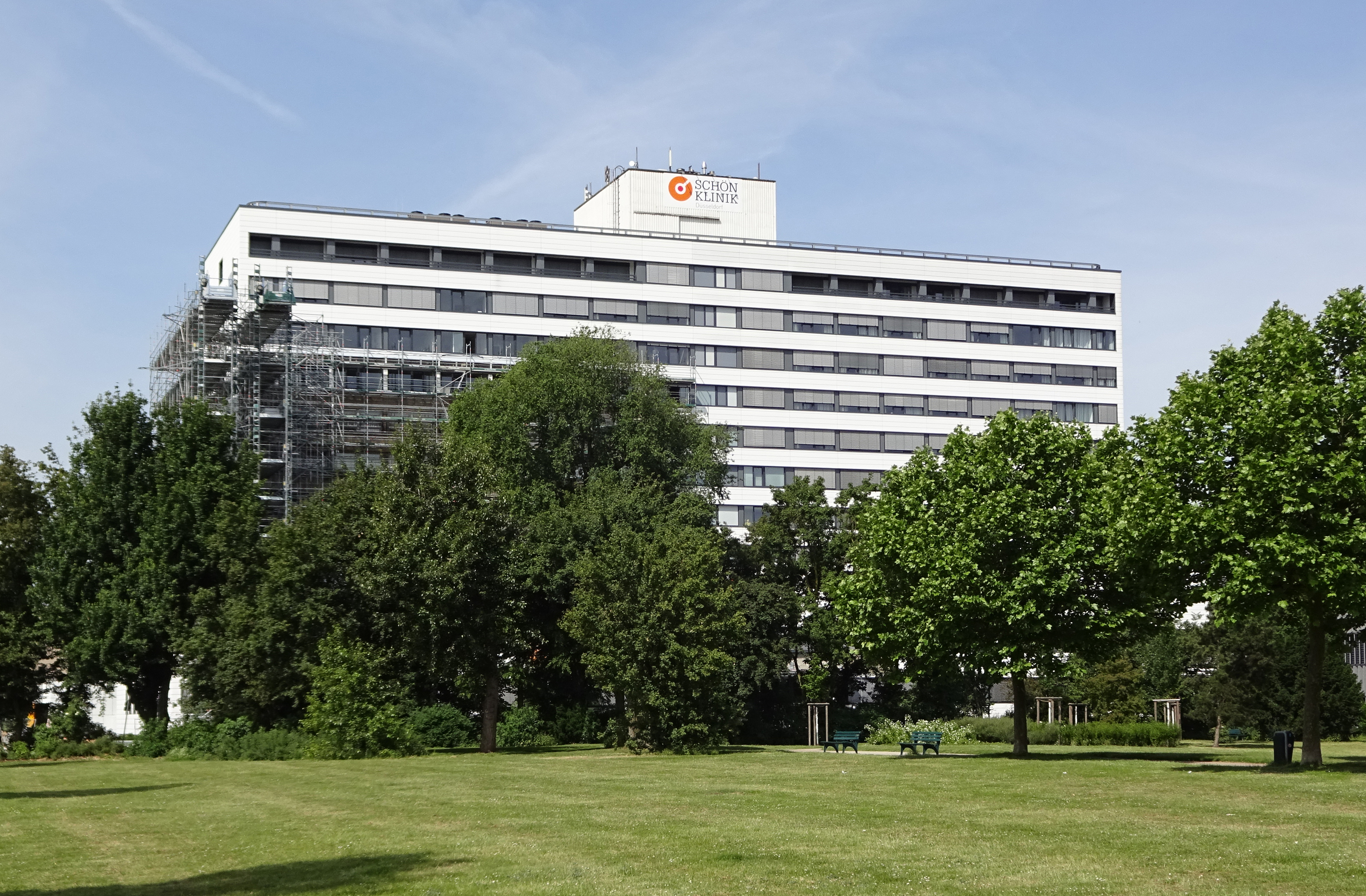
Schön Klinik Düsseldorf
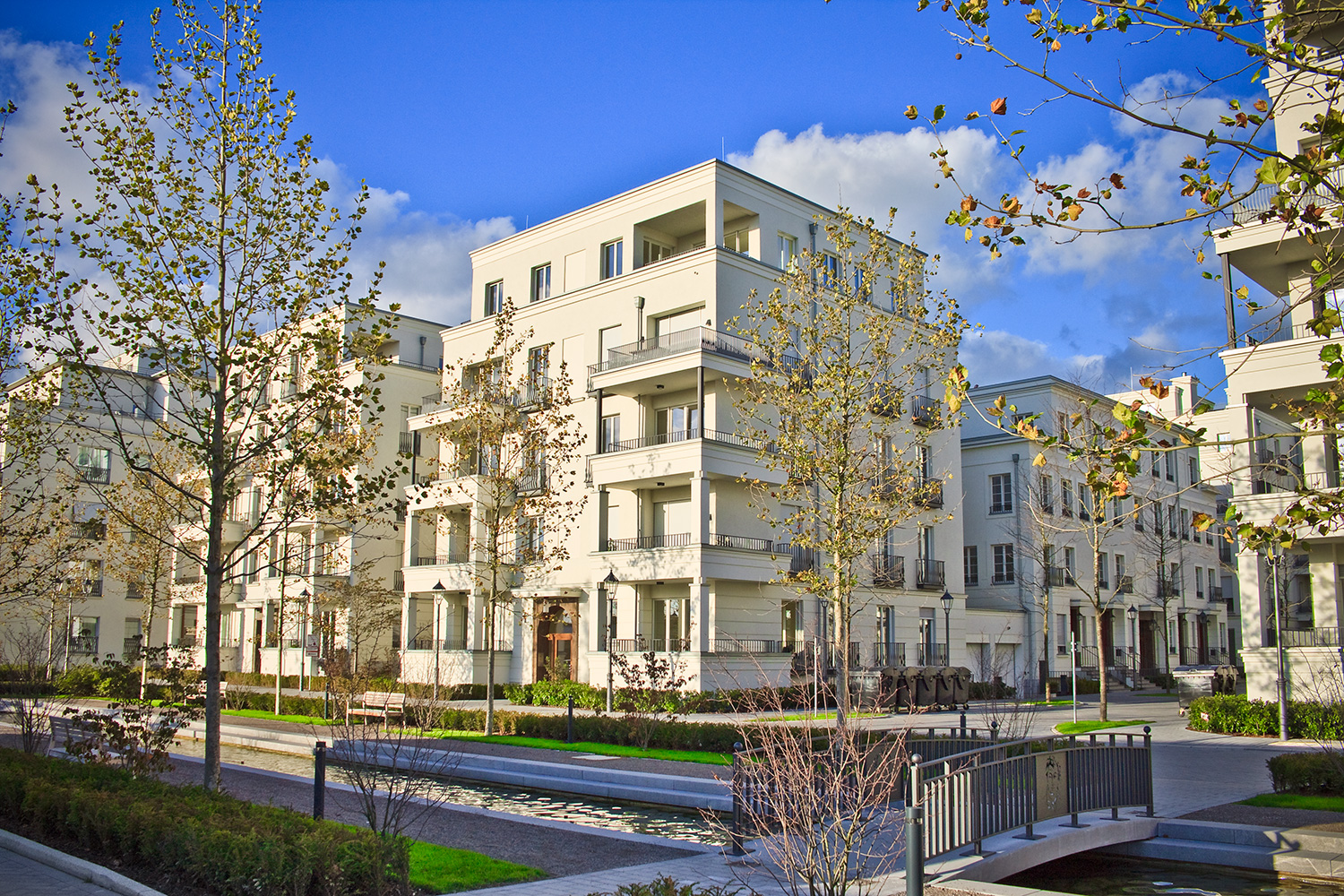
Heinrich-Heine-Gärten
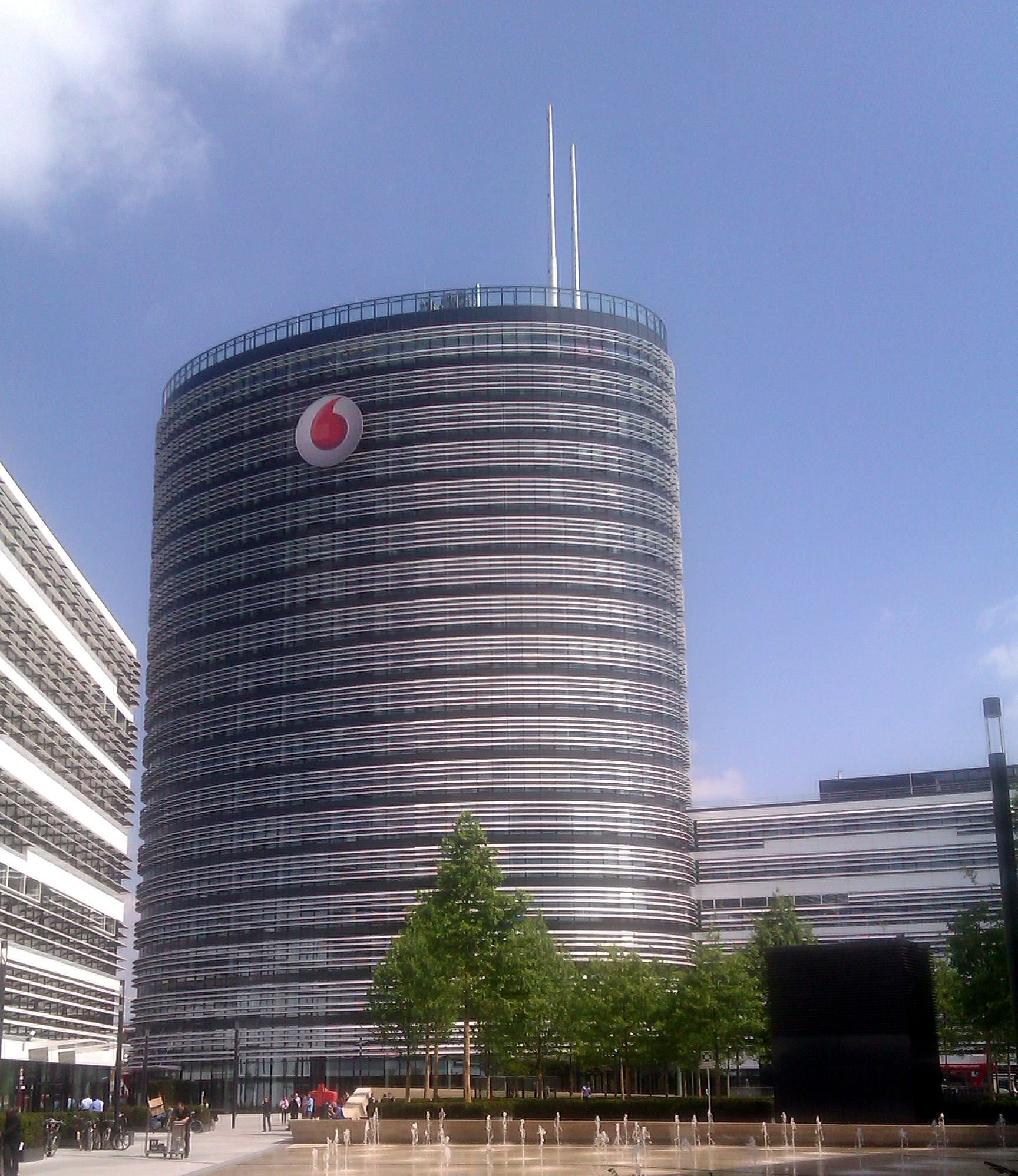
Vodafone-Campus
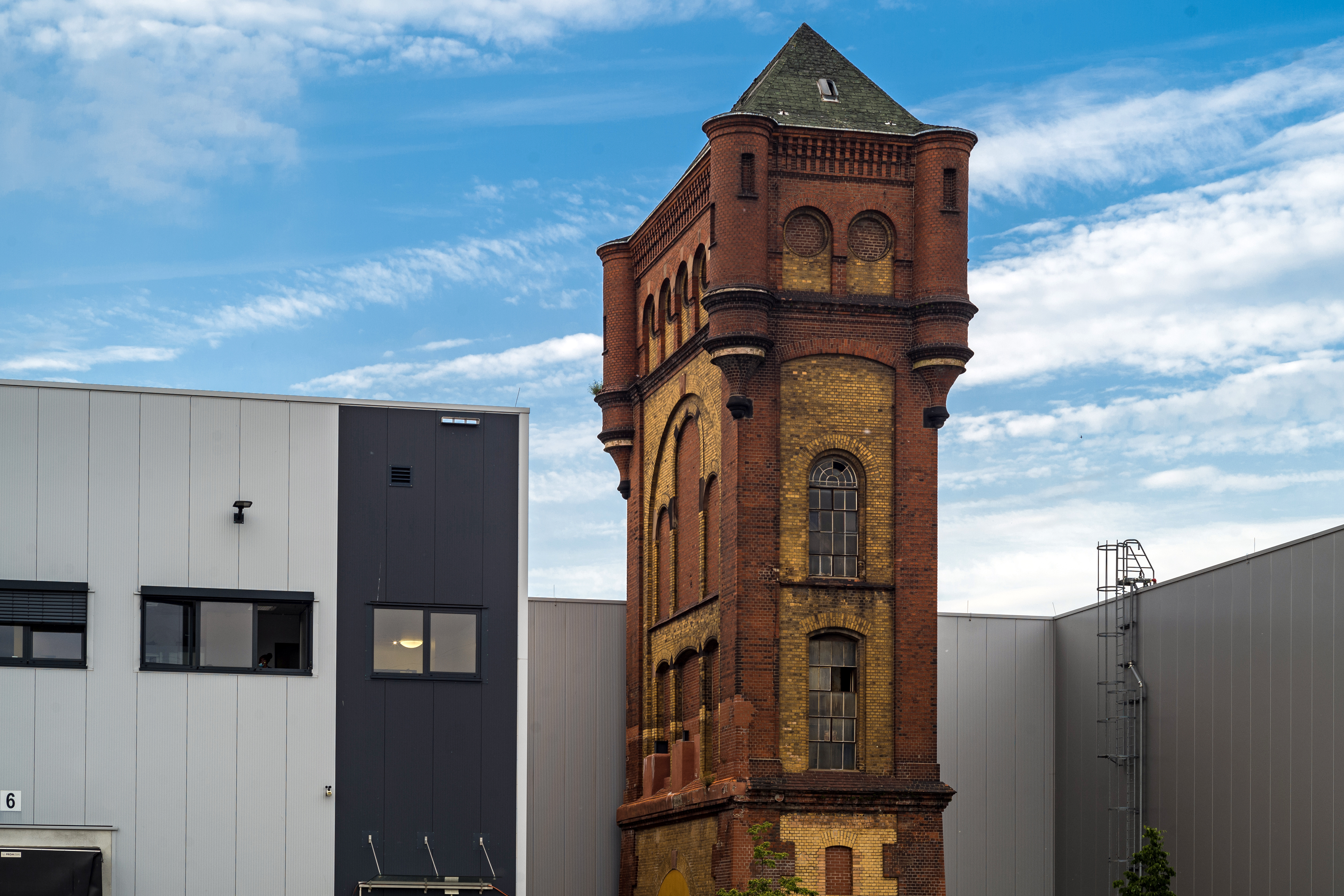
Wasserturm Heerdt

Mit Ende der Nutzung des Güterumschlags am Bahnhof Düsseldorf-Oberkassel entlang der historischen Aachen-Neuß-Düsseldorfer Eisenbahn setzte allmählich eine Umstrukturierung im gewerblichen Teil Oberkassels und dem angrenzenden Heerdt ein. Herausragend sind die Bauprojekte Vodafone-Campus, Heinrich-Heine-Gärten (Luxuswohnungen) und Forum Oberkassel (beides Hansaallee), wobei Heerdt aus Vermarktungsgründen gerne Oberkassel zugeschlagen wird. Raffiniert stellt sich die Umnutzung eines bisherigen Bunkers durch Penthousewohnungen mit PKW-Lift dar. Dieses Projekt gewann 2016 bei der internationalen Immobilienmesse den MIPIM Award, der als Immobilien-Oscar gilt, in der Kategorie „best refurbished building“.
Eine langfristig projektierte neue Fußgänger- und Radfahrerbrücke über den Erftkanal rückt das Neusser Rheinpark-Center näher. Die Stadtbahn Düsseldorf soll um eine neue Rheinbrücke zur Düsseldorfer Messe komplettiert werden.

## Vereine in Heerdt
- St.-Sebastianus-Schützenverein Düsseldorf-Heerdt 1573 e. V.
- HTV 1896 e. V. – Heerdter Turnverein
- CfR Links – Düsseldorfer Club für Rasenspiele Linksrheinisch 1919 e. V.
- Bürgerverein Heerdt e. V.
- Ökotop Heerdt e. V.
- Blasorchester St. Benediktus Düsseldorf Heerdt (Kirchenmusik, konzertante Musik, Marschmusik)
- Tambourcorps Düsseldorf-Heerdt 1922 e. V.
- Komödien-Bühne Heerdt
- TTC Union Düsseldorf e. V. 1947 (Tischtennisverein)
- Kinder-, Jugend- und Erwachsenenchor St. Sebastianus Düsseldorf